# CBLFT-DT
CBLFT-DT est une station de télévision ontarienne de langue française située à Toronto détenue par la Société Radio-Canada et faisant partie du réseau de ICI Radio-Canada Télé. Ses studios sont situés au Canadian Broadcasting Centre, diffuse de la Tour CN et dessert les Franco-Ontariens, sauf le sud-est qui est couvert par la station Radio-Canada Ottawa.
Localement, Le Téléjournal-Ontario est produit tous les soirs à 18 h.

## Histoire

### CBLFT
CBLFT a obtenu sa licence du CRTC en 1972 et est entré en ondes le 23 mars 1973 à Toronto. Plusieurs ré-émetteurs de CBOFT Ottawa situés dans le nord Ontarien ont été réassignés à CBLFT et de nouveaux ré-émetteurs ont été ajoutés au cours des années 1970 et 1980.
En raison de restrictions budgétaires annoncées en décembre 1990, la Société Radio-Canada a mis fin aux opérations locales de CBLFT Toronto et CBEFT Windsor. Les deux stations deviennent alors des semi-satellites de CBOFT Ottawa. Un bulletin de nouvelles distinct pour Toronto était produit à partir des studios d'Ottawa.
Au mois d'avril 2010, la Société Radio-Canada a obtenu l'autorisation du CRTC de reconvertir CBLFT en station locale, dont CBEFT est un semi-satellite.

### CBEFT
CBEFT est entré en ondes le 16 juillet 1976 au canal 78 à Windsor (Ontario), juste à temps pour les Jeux olympiques d'été de 1976 à Montréal qui ont commencé le lendemain. Elle a été la première station non-anglophone dans le marché de Détroit (Michigan) et Windsor. Elle diffusait la programmation intégrale du réseau de Radio-Canada à l'exception de quelques séries américaines et la majorité des matchs de baseball des Expos de Montréal, étant donné que les stations de Détroit contrôlaient les droits de diffusion sportifs.
CBEFT est déménagé au canal 54 le 29 octobre 1982 lorsque les positions 70 à 83 ont été ré-assignés. Au milieu des années 1980, CBEFT était devenu un semi-satellite de CBLFT, puis de CBOFT en 1991 jusqu'en 2010 lorsqu'elle est redevenue un semi-satellite de CBLFT.

## Télévision numérique terrestre et haute définition
Un signal numérique haute définition a été mis en ondes le 5 mars 2005 au canal 24 (virtuel 25.1) à Toronto.
Lors de l'arrêt de la télévision analogique et la conversion au numérique qui a eu lieu le 1er septembre 2011, CBLFT a mis fin à la diffusion en mode analogique du canal 25 à minuit et la diffusion en numérique est passé au canal 25 quelques minutes plus tard.
Les marchés de London, Kitchener, Thunder Bay et Windsor étaient identifiés comme étant à conversion obligatoire par le CRTC, mais le plan de la Société Radio-Canada était de convertir que les stations d'origine, signifiant que ces ré-émetteurs allaient être mis hors service. Le CRTC a autorisé une extension à la Société le 16 août 2011 de continuer à diffuser en mode analogique pour une période d'un an.
Puisque la conversion au numérique exigeait l'évacuation des positions 52 à 69, CBEFT Windsor à dù changer de position, passé du canal 54 au canal 35 en mode analogique.
Le ré-émetteur de Kitchener au canal 61 a connu une baisse de signal à 334 watts alors que celui de London au canal 53 a connu une baisse de signal à 181 watts.

## Antennes
Radio-Canada opérait 27 réémetteurs en Ontario, incluant les quatre marchés à conversion obligatoire. En avril 2012, à la suite des compressions budgétaires, Radio-Canada a annoncé la fermeture de tous les émetteurs analogiques le 31 juillet 2012. L'émetteur numérique de Toronto reste en fonction.